# IX Equilibrium
IX Equilibrium är det tredje fullängds studioalbumet med det norska black metalbandet Emperor. Albumet utgavs 1999 av skivbolaget Candlelight Records.

## Låtlista
1. "Curse You All Men!" – 4:41
2. "Decrystallizing Reason" – 6:23
3. "An Elegy of Icaros" – 6:39
4. "The Source of Icon E" – 3:43
5. "Sworn" – 4:30
6. "Nonus Aequilibrium" – 5:49
7. "The Warriors of Modern Death" – 5:00
8. "Of Blindness & Subsequent Seers" – 6:48

- Text: Ihsahn (spår 1–8)
- Musik: Ihsahn (spår 1–8), Samoth (spår 1, 2, 4, 5, 8)

## Medverkande
Musiker (Emperor-medlemmar)
- Ihsahn (Vegard Sverre Tveitan) – sång, gitarr, keyboard, basgitarr
- Samoth (Tomas Haugen) – rytmgitarr
- Trym Torson (Kai Johnny Solheim Mosaker aka Trym) – trummor, percussion

Produktion
- The Emperors (Emperor) – producent, ljudtekniker
- Thorbjørn Akkerhaugen – producent, ljudtekniker
- Tom Kvålsvoll – mastering
- Stephen O'Malley – omslagsdesign, omslagskonst
- Samoth – omslagskonst
- Christophe Szpajdel – logo
- Knut Jacobsen – foto